# Franz Xaver Dorsch
Franz Xaver Dorsch (Illertissen, 24 dicembre 1899 – Monaco di Baviera, 8 novembre 1986) è stato un ingegnere tedesco, divenne ingegnere capo dell'Organizzazione Todt e come tale svolse un ruolo di primo piano in molti dei più grandi progetti di ingegneria del Terzo Reich, compresa la costruzione della Linea Sigfrido, del Vallo Atlantico e di molte altre fortificazioni in Germania e nell'Europa occupata.
Dopo la guerra, fondò la Dorsch Consult, una società di consulenza di ingegneria con sede a Wiesbaden.

## Biografia
Xaver Dorsch nacque nel 1899 a Illertissen in Baviera. Durante la prima guerra mondiale servì nell'esercito tedesco dal 1º giugno 1917 al 2 gennaio 1919, congedandosi con il grado di sergente. Dopo la smobilitazione si unì ai Freikorps e partecipò alla frantumazione della Repubblica sovietica bavarese nel maggio 1919. Nello stesso anno si iscrisse come studente di ingegneria civile presso la Technische Hochschule di Stoccarda, ora Università di Stoccarda, e divenne architetto nel 1928.
Dal 1929 al 1933 lavorò con Fritz Todt, il futuro fondatore dell'Organizzazione Todt, nella società di ingegneria di Monaco Sager und Wörner. Entrambi furono tra i primi sostenitori di Adolf Hitler. Dorsch aderì al nucleo embrionale del Partito nazista e nel 1922 divenne un componente dell'ala paramilitare, lo Sturmabteilung, partecipando al fallito Putsch della birreria l'8-9 novembre 1923. In seguito ricevette l'Insegna d'oro del Partito Nazionalsocialista dei Lavoratori Tedeschi e l'Ordine del Sangue in riconoscimento del servizio prestato. Nel mese di luglio 1933, Todt fu nominato da Hitler "Ispettore Generale per le strade tedesche", con il compito di costruire la rete autostradale tedesca. Todt reclutò Dorsch come suo vice e lo mise a capo dell'ufficio centrale dell'Organizzazione Todt di Berlino, col compito di lavorare al progetto autostradale. Nel 1938 Dorsch svolse un ruolo di primo piano nella costruzione della Linea Sigfrido, un vasto sistema di difesa che si estendeva per oltre 630 chilometri lungo i confini occidentali della Germania dai Paesi Bassi fino alla Svizzera.
Dal dicembre 1941 diresse la costruzione del Vallo Atlantico lungo la costa occidentale dell'Europa occupata, anche se il suo lavoro fu criticato dai militari per aver ignorato le indicazioni dell'Esercito e della Marina. L'8 febbraio 1942 Fritz Todt rimase ucciso in un incidente aereo e fu sostituito da Albert Speer, architetto del Reich. Speer mantenne il controllo generale dell'Organizzazione Todt come ministro per gli armamenti e la produzione bellica, ma diede a Dorsch l'autorità di farlo funzionare come meglio credesse, facendo di lui il capo operativo dell'organizzazione. In riconoscimento del suo servizio, Dorsch fu insignito della Croce di cavaliere con spade della Croce al merito di guerra il 13 maggio 1943.
Tuttavia, i rapporti tra Speer e Dorsch furono tesi. Un importante nodo della discordia fu il fatto che l'Organizzazione Todt aveva solo la responsabilità per la costruzione di progetti al di fuori del Reich, mentre ora veniva sempre più impiegata per i lavori di costruzione all'interno del Reich. Dorsch e Speer combatterono un'aspra battaglia sulla questione, con Dorsch che chiedeva di venire messo a capo di tutte le attività di costruzione all'interno del Reich in modo che i nuovi progetti potessero essere gestiti da lui. Inoltre Dorsch era segretamente alleato dell'acerrimo nemico di Speer, Martin Bormann, che lo aveva reclutato come agente per spiare Speer. Speer per sua stessa ammissione arrivò a dire che Dorsch lo faceva sentire "insicuro nel suo ministero". Nella primavera del 1944, Dorsch cercò di prendere il potere di Speer ed anche se la sua mossa non ebbe successo, la posizione di Speer fu seriamente indebolita.
Nell'aprile del 1944 Hitler prese il comando della Organizzazione Todt e lo diede a Dorsch. Dorsch fu invitato a presentare delle proposte per un progetto, per spostare gli impianti industriali tedeschi in "fabbriche di cemento" o strutture sotterranee per proteggerli dai bombardamenti alleati. Inoltre Hermann Göring, il ministro dell'aviazione, ordinò a Dorsch di intraprendere la costruzione di hangar sotterranei per la Luftwaffe. Di fatto Dorsch fu messo a capo degli uffici per le costruzioni del ministero degli armamenti e svolse il ruolo di vice ministro come commissario generale per l'edilizia, mantenendo il precedente incarico di capo dell'Organizzazione Todt. Egli era quindi responsabile di quasi tutti i progetti di costruzione del Terzo Reich nell'ultimo anno di guerra. La direttiva di Hitler di costruire fabbriche a prova di bomba diede a Dorsch l'autorità sul controllo di tutto il settore edile tedesco e nel settembre 1944 comandava una forza lavoro di 780.000 persone, per lo più lavoratori forzati stranieri, che erano impegnati in progetti di costruzione all'interno del Reich.
Dopo la guerra Dorsch non venne accusato e fu incaricato dall'esercito degli Stati Uniti di scrivere uno studio di 1000 pagine sull'Organizzazione Todt, che fu pubblicato nel 1947. Nel 1950, fondò la società Reg. Baumeister Xaver Dorsch Ingenieurbüro, che divenne la società di consulenza di ingegneria Dorsch Consult nel 1951 e il Dorsch Gruppe nel 2006. L'azienda ora impiega 1.600 persone ed è la più grande società di consulenza tedesca.
Xaver Dorsch morì a Monaco l'8 novembre 1986.